# Чернега Микола Якимович
Микола Якимович Чернега (1923—2012) — український астроном, спеціаліст з зоряних каталогів, завідувач відділу астрометрії Астрономічної обсерваторії Київського університету (1961—1988), лауреат Премії НАНУ ім/ М. П. Барабашова (1995).

## Біографія
Народився 29 липня 1923 року у селі Березівці у Вінницькій області.
1950 року закінчив Київський державний університет імені Т. Г. Шевченка.
1960 року захистив кандидатську дисертацію «Каталог прямих сходжень зірок ARCP і дослідження меридіанного кола Астрономічної обсерваторії Київського університету».
В 1961—1988 роках був завідувачем відділу астрометрії Астрономічної обсерваторії Київського університету.

## Наукові результати
Микола Чернега був фахівцем з меридіанних спостережень і був особливо відомий створенням зоряних каталогів. 1993 року за результатами міжнародної програми «Яскраві зорі» в Астрономічній обсерваторії Київського університету в співавторстві з Олександром Молотаєм, Володимиром Тельнюком-Адамчуком, і Наталією Канівець створив «Зведений каталог положень і власних рухів 5115 яскравих зірок на єпоху і рівнодення J2000.0».
Також Микола Чернега досліджував астрономічні інструменти і присвятив кілька робіт історії астрономії.

## Відзнаки
- Премія НАН України імені М. П. Барабашова за цикл праць «Положення і власні рухи яскравих зір всього неба за даними оптичних спостережень», у співавторстві з Олександром Молотаєм і Володимиром Тельнюком-Адамчуком (1995)
- На честь науковця названо астероїд 10005 Чернега[2]